# THE IDOLM@STER MASTER ARTIST 2
『THE IDOLM@STER MASTER ARTIST 2』（アイドルマスター マスター アーティスト ツー）は、2010年9月22日から日本コロムビアから発売されたアルバムシリーズ。

## 概要
前作で好評だった『MASTER ARTISTシリーズ』の「THE IDOLM@STER 2」版。
各アイドルの個別新曲1曲とそのカラオケバージョン1曲、各アイドルの個別カバー曲1曲（すべてリクエストで選ばれた）、同時発売の3人共通のカバー曲（こちらもリクエストで選ばれた）、既存曲のリミックス1曲、シリーズ共通新曲1曲、トークから構成されている。
共通カバー曲はキャラによってリミックスが違い、同曲をカバーする他キャラがバックコーラスを担当している。
劇中設定では、「2」でプロデューサーが入社する前、ソロ活動であまり売れていない時期のアイドル達が初めて出したソロCDということになっている。
竜宮小町の4人のCDは「印象が薄れるから」という理由でFIRST SEASONとは同時発売されず、「2」の発売後にSECOND SEASONとして発売された。
ジャケットイラストは全て杏仁豆腐が手掛けている。
CD用新曲は太字、カバー曲は斜体で表記する。

## Prologue
2010年9月22日発売。『THE IDOLM@STER 2』の発売に先駆けた、新しいCDシリーズの第1弾である。本CDより萩原雪歩の声が浅倉杏美となる。トークの出演はすべて天海春香、星井美希、萩原雪歩、我那覇響、四条貴音、音無小鳥。
収録曲
1. Prologue
2. THE IDOLM@STER 2nd-mix
歌：天海春香（中村繪里子）・星井美希（長谷川明子）・萩原雪歩（浅倉杏美）・我那覇響（沼倉愛美）・四条貴音（原由実）
作詞：中村恵、作曲：NBGI（佐々木宏人）、編曲：NBGI（遠山明孝）
3. 団結2010
歌：IM@S 765PRO ALLSTARS[メンバー 1]
作詞：NBGI（石原章弘）、作曲・編曲：NBGI（佐々木宏人）
4. トーク01
5. 光
歌：音無小鳥（滝田樹里）
作詞：yura、作曲・編曲：佐伯youthK
6. トーク02
7. THE IDOLM@STER 2nd-mix オリジナル・カラオケ
8. 光 オリジナル・カラオケ

## FIRST SEASON

### 01 天海春香
2010年11月3日発売。02 我那覇響、03 星井美希と同時発売。トークゲストは響、美希。
収録曲
1. トーク01 -挨拶-
2. START!!
歌：天海春香（中村繪里子）
作詞：白瀬彩、作曲・編曲：宮崎誠
3. 太陽のジェラシー（M@STER VERSION）
歌：天海春香（中村繪里子）
作詞：森由里子、作曲・編曲：NBGI（椎名豪）
  - 新規収録・リミックス
4. トーク02
5. 世界でいちばん頑張ってる君に
歌：天海春香（中村繪里子）
作詞：山田英治、作曲：川嶋可能、カバーアレンジ：三浦誠司
オリジナルアーティスト：HARCO
6. トーク03
7. Tip Taps Tip（Version Haruka）
歌：天海春香（中村繪里子）・我那覇響（沼倉愛美）・星井美希（長谷川明子）
作詞：U、作曲：田中ユウスケ、カバーアレンジ：橋本由香利
オリジナルアーティスト：HALCALI
8. トーク04
9. MEGARE!（M@STER VERSION）
歌：天海春香（中村繪里子）
作詞：NBGI（mft）、作曲・編曲：NBGI（高田龍一）
10. START!! オリジナル・カラオケ

### 02 我那覇響
2010年11月3日発売。01 天海春香、03 星井美希と同時発売。トークゲストは春香、美希。
収録曲
1. TRIAL DANCE
歌：我那覇響（沼倉愛美）
作詞：yura、作曲：中西圭三、編曲：小西貴雄
2. トーク01 -挨拶-
3. TRIAL DANCE オリジナル・カラオケ
4. トーク02
5. DREAM
歌：我那覇響（沼倉愛美）
作詞：yura Dark、作曲・編曲：NBGI（中川浩二）、編曲：NBGI（増渕裕二）
6. トーク03
7. Tip Taps Tip（Version Hibiki）
歌：我那覇響（沼倉愛美）・天海春香（中村繪里子）・星井美希（長谷川明子）
作詞：U、作曲：田中ユウスケ、カバーアレンジ：橋本由香利
オリジナルアーティスト：HALCALI
8. トーク04
9. 涙そうそう
歌：我那覇響（沼倉愛美）
作詞：森山良子、作曲：BEGIN、カバーアレンジ：三浦誠司
オリジナルアーティスト：森山良子
10. トーク05
11. MEGARE!（M@STER VERSION）
歌：我那覇響（沼倉愛美）

### 03 星井美希
2010年11月3日発売。01 天海春香、02 我那覇響と同時発売。トークゲストは春香、響。
収録曲
1. トーク01 -挨拶-
2. Day of the future
歌：星井美希（長谷川明子）
作詞：オミ織葉、作曲・編曲：Tatsh
3. ふるふるフューチャー☆
歌：星井美希（長谷川明子）
作詞：朝日祭、作曲・編曲：NBGI（Yoshi）
  - 新規リミックス
4. Squall
歌：星井美希（長谷川明子）
作詞・作曲：福山雅治、カバーアレンジ：中村久志
オリジナルアーティスト：松本英子
5. トーク02
6. Tip Taps Tip（Version Miki）
歌：星井美希（長谷川明子）・天海春香（中村繪里子）・我那覇響（沼倉愛美）
作詞：U、作曲：田中ユウスケ、カバーアレンジ：橋本由香利
オリジナルアーティスト：HALCALI
7. トーク03
8. MEGARE!（M@STER VERSION）
歌：星井美希（長谷川明子）
9. トーク04
10. Day of the future オリジナル・カラオケ

### 04 菊地真
2010年12月1日発売。06 四条貴音と同時発売。トークゲストは千早と貴音。
収録曲
1. トーク01 -挨拶-
2. tear
歌：菊地真（平田宏美）
作詞：貝田由里子、作曲・編曲：中山真斗（Elements Garden）
3. トーク02
4. 自転車
歌：菊地真（平田宏美）
作詞：白瀬彩、作曲・編曲：伊藤心太郎
  - 新規リミックス
5. トーク03
6. 星間飛行
歌：菊地真（平田宏美）
作詞：松本隆、作曲：菅野よう子、カバーアレンジ：大西陽介
オリジナルアーティスト：ランカ・リー=中島愛
7. トーク04
8. 星のかけらを探しにいこうagain（Version Makoto）
歌：菊地真（平田宏美）・如月千早（今井麻美）・四条貴音（原由実）
作詞：杏子、作曲：杏子・馬場一嘉、カバーアレンジ：宮崎誠
オリジナルアーティスト：福耳
9. トーク05
10. MEGARE!（M@STER VERSION）
歌：菊地真（平田宏美）
11. tear オリジナル・カラオケ

### 05 如月千早
2010年12月8日発売。当初は12月1日に04、06と同時発売する予定だったが、事情により延期。トークゲストは真と貴音。
収録曲
1. トーク01 -挨拶-
2. arcadia
歌：如月千早（今井麻美）
作詞：白瀬彩、作曲：上松範康（Elements Garden）、編曲：中山真斗（Elements Garden）
  - 新規リミックス
3. 愛について
歌：如月千早（今井麻美）
作詞：さだまさし、作曲：服部克久、カバーアレンジ：マルヤマテツオ
オリジナルアーティスト：さだまさし
4. MEGARE!（M@STER VERSION）
歌：如月千早（今井麻美）
5. トーク02
6. 星のかけらを探しにいこうagain（Version Chihaya）
歌：如月千早（今井麻美）・菊地真（平田宏美）・四条貴音（原由実）
作詞：杏子、作曲：杏子・馬場一嘉、カバーアレンジ：川田瑠夏
オリジナルアーティスト：福耳
7. トーク03
8. 眠り姫
歌：如月千早（今井麻美）
作詞：森由里子、作曲・編曲：NBGI（椎名豪）
9. 眠り姫 オリジナル・カラオケ

### 06 四条貴音
2010年12月1日発売。04 菊地真と同時発売。トークゲストは真と千早。
収録曲
1. 風花
歌：四条貴音（原由実）
作詞・作曲・編曲：橋本由香利
2. 月のワルツ
歌：四条貴音（原由実）
作詞：湯川れい子、作曲：諫山実生、カバーアレンジ：三浦誠司
オリジナルアーティスト：諌山実生
3. THE 愛
歌：四条貴音（原由実）
作詞：yura、作曲・編曲：佐々木宏人
4. MEGARE!（M@STER VERSION）
歌：四条貴音（原由実）
5. トーク01
6. トーク02
7. トーク03
8. トーク04
9. 星のかけらを探しにいこうagain（Version Takane）
歌：四条貴音（原由実）・菊地真（平田宏美）・如月千早（今井麻美）
作詞：杏子、作曲：杏子・馬場一嘉、カバーアレンジ：佐藤泰将
10. 風花 オリジナル・カラオケ

### 07 萩原雪歩
2010年12月29日発売。08 双海真美、09 高槻やよいと同時発売。トークゲストは真美とやよい。
収録曲
1. トーク01 -挨拶-
2. 何度も言えるよ
歌：萩原雪歩（浅倉杏美）
作詞：遠藤フビト、作曲・編曲：川田瑠夏
3. トーク02
4. スウィートドーナッツ（Version Yukiho）
歌：萩原雪歩（浅倉杏美）・双海真美（下田麻美）・高槻やよい（仁後真耶子）
作詞：木の子、作曲：中田ヤスタカ、カバーアレンジ：長谷川智樹
オリジナルアーティスト：Perfume
5. トーク03
6. LOST
歌：萩原雪歩（浅倉杏美）
作詞：yura-yura Dark、作曲・編曲：神前暁
7. 恋
歌：萩原雪歩（浅倉杏美）
作詞・作曲：奥華子、カバーアレンジ：丸山哲生
オリジナルアーティスト：奥華子
8. トーク04
9. MEGARE!（M@STER VERSION）
歌：萩原雪歩（浅倉杏美）
10. 何度も言えるよ オリジナル・カラオケ

### 08 双海真美
2010年12月29日発売。07 萩原雪歩、09 高槻やよいと同時発売。トークゲストは雪歩とやよい。
収録曲
1. ジェミー
歌：双海真美（下田麻美）
作詞：mft、作曲：田村信二、編曲：梅堀淳
2. トーク01 -挨拶-
3. 黎明スターライン
歌：双海真美（下田麻美）
作詞：NBGI（LindaAI-CUE）、作曲・編曲：NBGI（増渕裕二）
  - 新規収録・リミックス
4. トーク02
5. 夢の中へ
歌：双海真美（下田麻美）
作詞・作曲：井上陽水、カバーアレンジ：三浦誠司
オリジナルアーティスト：井上陽水・斉藤由貴
6. トーク03
7. スウィートドーナッツ（Version Mami）
歌：双海真美（下田麻美）・萩原雪歩（浅倉杏美）・高槻やよい（仁後真耶子）
作詞：木の子、作曲：中田ヤスタカ、カバーアレンジ：ARM
オリジナルアーティスト：Perfume
8. トーク04
9. MEGARE!（M@STER VERSION）
歌：双海真美（下田麻美）
10. ジェミー オリジナル・カラオケ

### 09 高槻やよい
2010年12月29日発売。07 萩原雪歩、08 双海真美と同時発売。トークゲストは雪歩と真美。
収録曲
1. トーク01 -挨拶-
2. スマイル体操
歌：高槻やよい（仁後真耶子）
作詞：yura、作曲・編曲：宮崎誠
3. キラメキラリ
歌：高槻やよい（仁後真耶子）
作詞：yura、作曲・編曲：神前暁
  - 新規リミックス
4. スマイル体操 オリジナル・カラオケ
5. トーク02
6. スウィートドーナッツ（Version Yayoi）
歌：高槻やよい（仁後真耶子）・萩原雪歩（浅倉杏美）・双海真美（下田麻美）
作詞：木の子、作曲：中田ヤスタカ、カバーアレンジ：宮崎誠
オリジナルアーティスト：Perfume
7. トーク03
8. さんぽ
歌：高槻やよい（仁後真耶子）
作詞：中川李枝子、作曲：久石譲、カバーアレンジ：奥田もとい
オリジナルアーティスト：井上あずみ
9. トーク04
10. MEGARE!（M@STER VERSION）
歌：高槻やよい（仁後真耶子）

## SECOND SEASON

### 01 水瀬伊織
2011年5月25日発売。02 双海亜美と同時発売で、トークゲストは亜美と真美。
収録曲
1. トーク01 -挨拶-
2. MEGARE!（M@STER VERSION）
歌：水瀬伊織（釘宮理恵）
3. トーク02
4. バレンタイン・キッス
歌：水瀬伊織（釘宮理恵）
作詞：秋元康、作曲：瀬井広明、カバーアレンジ：大西陽介
オリジナルアーティスト：国生さゆり with おニャン子クラブ
5. リゾラ
歌：水瀬伊織（釘宮理恵）
作詞：白瀬彩、作曲・編曲：柳田しゆ
  - 新規リミックス
6. トーク03
7. DIAMOND
歌：水瀬伊織（釘宮理恵）
作詞：白瀬彩、作曲：Asu、編曲：関淳二郎
8. トーク04 ED
9. あ〜よかった（Version Iori）
歌：水瀬伊織（釘宮理恵）・双海亜美（下田麻美）
作詞・作曲：こじまいづみ、カバーアレンジ：川田瑠夏
オリジナルアーティスト：花*花
10. DIAMOND オリジナル・カラオケ
11. *トーク 05（隠しトラック。最後のトラックは、パッケージ等にも表記されていない隠しトラック的存在）

### 02 双海亜美
2011年5月25日発売。01 水瀬伊織と同時発売で、トークゲストは伊織と真美。
収録曲
1. YOU往MY進!
歌：双海亜美（下田麻美）
作詞：mft、作曲：白戸佑輔、編曲：草野よしひろ
2. トーク01 -挨拶-
3. スキ
歌：双海亜美（下田麻美）
作詞：只野菜摘、作曲・編曲：cota
4. トーク02
5. あ〜よかった（Version Ami）
歌：双海亜美（下田麻美）・水瀬伊織（釘宮理恵）
作詞・作曲：こじまいづみ、カバーアレンジ：宮崎誠
オリジナルアーティスト：花*花
6. トーク03
7. 想い出がいっぱい
歌：双海亜美（下田麻美）
作詞：阿木燿子、作曲：鈴木キサブロー、カバーアレンジ：佐藤ノリチカ
オリジナルアーティスト：H2O
8. トーク04 ED
9. MEGARE!（M@STER VERSION）
歌：双海亜美（下田麻美）
10. YOU往MY進! オリジナル・カラオケ

### 03 三浦あずさ
2011年6月22日発売。04 秋月律子と同時発売で、トークゲストは律子と響。
収録曲
1. トーク01
2. MEGARE!（M@STER VERSION）
歌：三浦あずさ（たかはし智秋）
3. トーク02
4. ウイスキーが、お好きでしょ
歌：三浦あずさ（たかはし智秋）
作詞：田口俊、作曲：杉真理、カバーアレンジ：佐藤ノリチカ
オリジナルアーティスト：石川さゆり
5. トーク03
6. Mythmaker
歌：三浦あずさ（たかはし智秋）
作詞：yura、作曲・編曲：NBGI（LindaAI-CUE）
  - 新規リミックス
7. トーク04
8. ラ♥ブ♥リ♥
歌：三浦あずさ（たかはし智秋）
作詞：yura、作曲・編曲：松田信男
9. トーク05
10. Best Friend（Version Azusa）
歌：三浦あずさ（たかはし智秋）・秋月律子（若林直美）
作詞・作曲：玉城千春、カバーアレンジ：R・O・N
オリジナルアーティスト：Kiroro
11. ラ♥ブ♥リ♥ オリジナル・カラオケ

### 04 秋月律子
2011年6月22日発売。03 三浦あずさと同時発売で、トークゲストはあずさと貴音。
収録曲
1. トーク01
2. Best Friend（Version Ritsuko）
歌：秋月律子（若林直美）・三浦あずさ（たかはし智秋）
作詞・作曲：玉城千春、カバーアレンジ：長谷川智樹
オリジナルアーティスト：Kiroro
3. トーク02
4. LOVEオーダーメイド
歌：秋月律子（若林直美）
作詞：三浦誠司、作曲：Akiko Noda、編曲：ハマサキユウジ
5. 空色デイズ
歌：秋月律子（若林直美）
作詞：meg rock、作曲：齋藤真也、カバーアレンジ：三浦誠司
オリジナルアーティスト：中川翔子
6. livE
歌：秋月律子（若林直美）
作詞：yura Dark、作曲・編曲：橋本由香利
  - 新規リミックス
7. トーク03
8. MEGARE!（M@STER VERSION）
歌：秋月律子（若林直美）
9. LOVEオーダーメイド オリジナル・カラオケ